# 塞曼效应

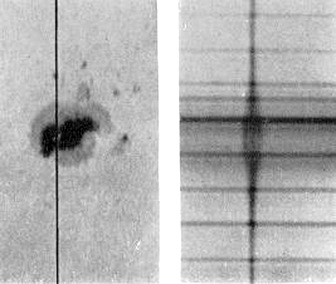
從太陽黑子譜線觀測到的塞曼效应。

塞曼效应（英語：Zeeman effect），在原子物理学和化学中的光谱分析裡是指原子的光谱线在外磁场中出现分裂的现象，是1896年由荷兰物理学家彼得·塞曼譯註发现的，随后荷兰物理学家亨德里克·洛伦兹在理论上解释了谱线分裂成3条的原因。这种现象称为“塞曼效应”。进一步的研究发现，很多原子的光谱在磁场中的分裂情况非常复杂，称为反常塞曼效应（anomalous Zeeman effect）譯註。完整解释塞曼效应需要用到量子力学，电子的轨道磁矩和自旋磁矩耦合成总磁矩，并且空间取向是量子化的，磁场作用下的附加能量不同，引起能级分裂。在外磁场中，总自旋为零的原子表现出正常塞曼效应，总自旋不为零的原子表现出反常塞曼效应。塞曼效应是继1845年法拉第效应和1875年克尔效应之后发现的第三个磁场对光有影响的实例。塞曼效应证实了原子磁矩的空间量子化，为研究原子结构提供了重要途径，被认为是19世纪末20世纪初物理学最重要的发现之一。利用塞曼效应可以测量电子的荷质比。在天体物理中，塞曼效应可以用来测量天体的磁场。塞曼效應也在核磁共振頻譜學、電子自旋共振頻譜學、磁振造影以及穆斯堡尔谱学方面有重要的應用。

## 塞曼效应的历史

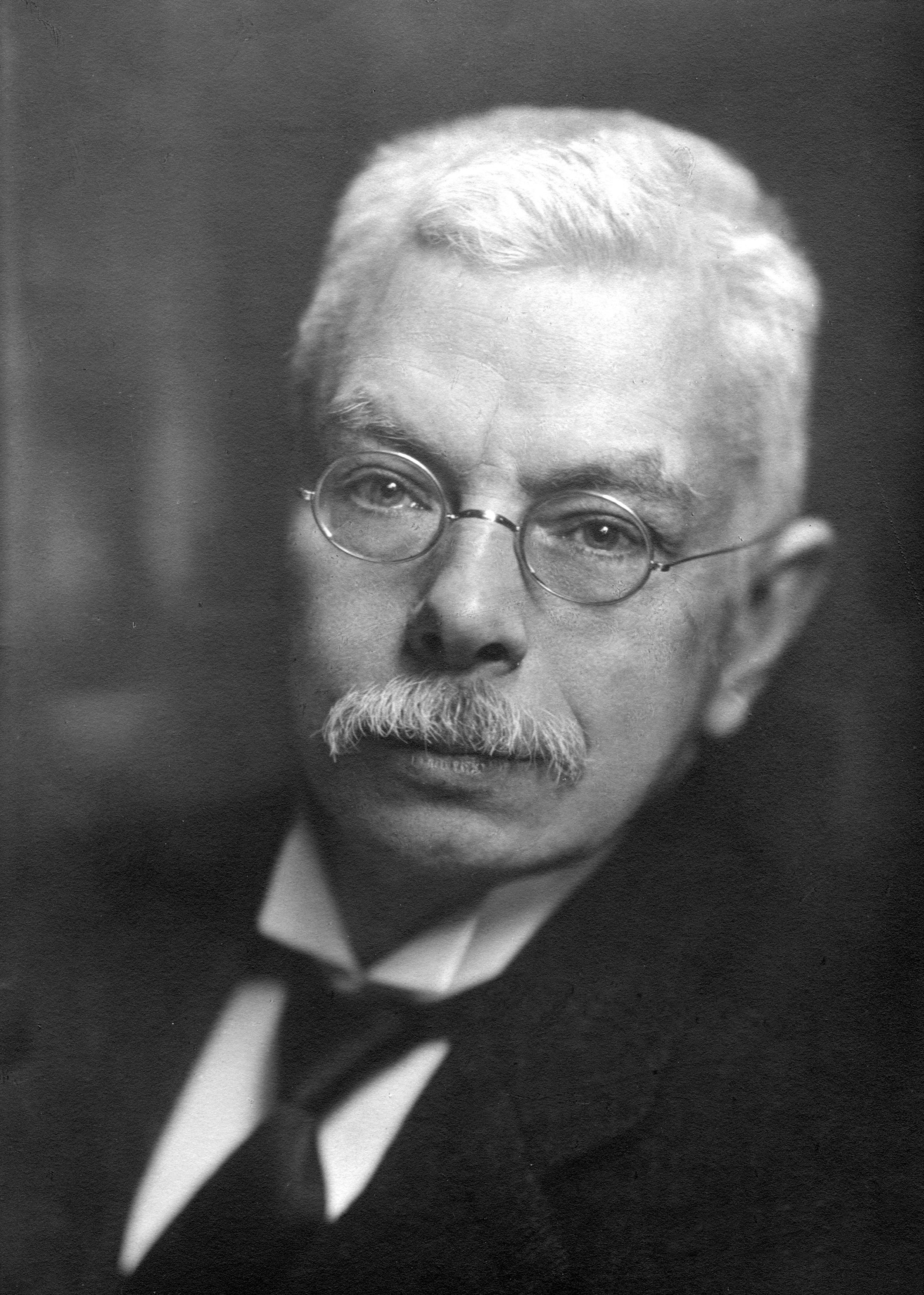
塞曼效应的发现者——荷兰物理学家塞曼。

1896年，荷兰物理学家塞曼使用半径10英尺的凹形罗兰光栅观察磁场中的钠火焰的光谱，他发现钠的D谱线似乎出现了加宽的现象。这种加宽现象实际是谱线发生了分裂。随后不久，塞曼的老师、荷兰物理学家洛伦兹应用经典电磁理论对这种现象进行了解释。他认为，由于电子存在轨道磁矩，并且磁矩方向在空间的取向是量子化的，因此在磁场作用下能级发生分裂，谱线分裂成间隔相等的3条谱线。塞曼和洛伦兹因为这一发现共同获得了1902年的诺贝尔物理学奖。
1897年12月，普雷斯顿（T.Preston）报告称，在很多实验中观察到光谱线有时并非分裂成3条，间隔也不尽相同，人们把这种现象叫做为反常塞曼效应，将塞曼原来发现的现象叫做正常塞曼效应。反常塞曼效应的机制在其后二十余年时间里一直没能得到很好的解释，困擾了一大批物理学家。1925年，两名荷兰学生乔治·乌伦贝克（G.E.Uhlenbeck,1900-1974）和撒姆爾·高斯密特（S.A.Goudsmit,1902-1978）提出了电子自旋假设，很好地解释了反常塞曼效应。
应用正常塞曼效应测量谱线分裂的频率间隔可以测出电子的荷质比。由此计算得到的荷质比数值与约瑟夫·汤姆孙在阴极射线偏转实验中测得的电子荷质比数量级是相同的，二者互相印证，进一步证实了电子的存在。
塞曼效应也可以用来测量天体的磁场。1908年美国天文学家喬治·海爾等人在威尔逊山天文台利用塞曼效应，首次测量到了太阳黑子的磁场。

## 正常塞曼效应的理论解释
不加外磁场时，原子在两个能级E1和E2（E1<E2）之间跃迁的能量差为
{\displaystyle \Delta E=h\nu =E_{2}-E_{1}\,}
原子核的磁矩比电子磁矩小大约三个数量级。如果只考虑电子的磁矩对原子总磁矩的贡献，那么磁场引起的附加能量为
{\displaystyle \Delta U=-\mathbf {\mu } \cdot \mathbf {B} =-\mu _{z}B=m_{J}g_{J}\mu _{B}B}
这里将磁感应强度B的方向取为z轴方向，μZ是磁矩在z方向上的投影。mJ是电子总角动量J在z方向投影的量子数，可以取-J,-J+1,...J-1,J共2J+1个值，gJ是电子总角动量的朗德因子，μB是玻尔磁子。
这样，原子的每一个能级分裂成若干分立的能级，两个能级之间跃迁的能量差为：
{\displaystyle \Delta E'=h\nu '=E'_{2}-E'_{1}=E_{2}-E_{1}+(m_{2J}g_{2J}-m_{1J}g_{1J})\mu _{B}B}
对于自旋为零的体系有{\displaystyle g_{1J}=g_{2J}=1}。由于跃迁的选择定则{\displaystyle \Delta m_{J}=m_{2J}-m_{1J}=0,\pm 1}，频率ν只有三个数值：
{\displaystyle h\nu '=h\nu +\left\{{\begin{matrix}\mu _{B}B\\0\\-\mu _{B}B\end{matrix}}\right\}}
因此一条频率为ν的谱线在外磁场中分裂成三条谱线，相互之间频率间隔相等，为{\displaystyle {\frac {\mu _{B}B}{h}}}。洛伦兹应用经典电磁理论解释了正常塞曼效应，计算出了这个频率间隔。通常把这个能量差的波数间隔{\displaystyle \Delta ({\frac {1}{\lambda }})={\frac {\mu _{B}B}{hc}}={\frac {e\hbar B}{2m_{e}hc}}={\frac {eB}{4\pi m_{e}c}}\approx 46.7Bm^{-1}T^{-1}}称为洛伦兹单位，符号{\displaystyle {\hat {L}}}。
镉的643.847nm（1D2态向1P1态的跃迁）谱线在磁场不太强时就是表现出正常塞曼效应。这两个态的g都等于1，在外磁场中，1D2分裂成5个子能级，1P1分裂成3个子能级，由于选择定则，这些子能级之间有9种可能的跃迁，有3种可能的能量差值，所以谱线分裂成3条。

## 塞曼效应的偏振特性
对于Δm=+1，原子在磁场方向的角动量减少了一个{\displaystyle \hbar }，由于原子和光子的角动量之和守恒，光子具有与磁场方向相同的角动量{\displaystyle \hbar }，方向与电矢量旋转方向构成右手螺旋，称为σ+偏振，是左旋偏振光。反之，对于Δm=-1，原子在磁场方向的角动量增加了一个{\displaystyle \hbar }，光子具有与磁场方向相反的角动量{\displaystyle \hbar }，方向与电矢量旋转方向构成左手螺旋，称为σ-偏振，是右旋偏振光。对于Δm=0，原子在磁场方向的角动量不变，称为π偏振。如果沿磁场方向观察，只能观察到σ+和σ-谱线的左旋偏振光和右旋偏振光，观察不到π偏振的谱线。如果在垂直于磁场方向观察，能够观察到原谱线分裂成3条：中间一条是π谱线，是线偏振光，偏振方向与磁场方向平行，σ+和σ-线分居两侧，同样是线偏振光，偏振方向与磁场方向垂直。

## 反常塞曼效应

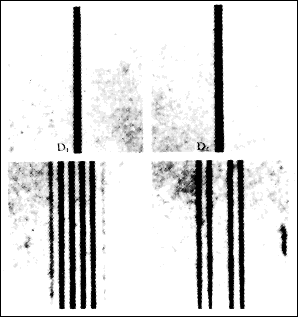
钠D线是因自旋-軌道作用而產生的雙重線，波長分別為589.6nm、589.0nm。由於施加弱外磁場而產生的反常塞曼效应會使這雙重線出現更多分裂：
- 589.6nm的谱线是^{2}P_{1/2}态向^{2}S_{1/2}态跃迁产生的谱线。
- 589.0nm的谱线是^{2}P_{3/2}态向^{2}S_{1/2}态跃迁产生的谱线。

由於弱外磁场作用，^{2}S_{1/2}态能级會分裂成两个子能级，^{2}P_{1/2}态也會分裂成两个子能级，但由於两个态的朗德g因子不同，因此會形成4条不同谱线。由於外磁场作用，^{2}P_{3/2}态能级會分裂成四个子能级，但是從^{2}P_{3/2}的+3/2態不能躍遷至^{2}S_{1/2}的-1/2態，從^{2}P_{3/2}的-3/2態不能躍遷至^{2}S_{1/2}的+1/2態，因此總共會形成6条不同谱线。

只有自旋为单态，即总自旋为0的谱线才表现出正常塞曼效应。非单态的谱线在磁场中表现出反常塞曼效应，谱线分裂条数不一定是3条，间隔也不一定是一个洛伦兹单位。
例如钠原子的589.6nm和589.0nm的谱线，在外磁场中的分裂就是反常塞曼效应。589.6nm的谱线是2P1/2态向2S1/2态跃迁产生的谱线。当外磁场不太强时，在外磁场作用下，2S1/2态能级分裂成两个子能级，2P1/2态也分裂成两个子能级，但由于两个态的朗德因子不同，谱线分裂成4条，中间两条是π线，外侧两条分别是σ+线和σ-线。589.0nm的谱线是2P3/2态向2S1/2态跃迁产生的，2P3/2态能级在外磁场不太强时分裂成四个子能级，因此589.0nm的谱线分裂成6条。中间两条π线，外侧两边各两条σ线。

## 逆塞曼效应
实验中不仅可以观察到光谱发射线的塞曼效应，吸收线也会发生塞曼效应，这被称为逆塞曼效应。

## 塞曼效应的破坏
只有当外磁场的强度比较弱，不足以破坏自旋-轨道耦合时才会出现反常塞曼效应，这时自旋角动量和轨道角动量分别围绕总角动量作快速进动，总角动量绕外磁场作慢速进动。当磁场很强时，自旋角动量和轨道角动量不再合成总角动量，而是分别围绕外磁场进动。这时反常塞曼效应被帕邢-巴克效应所取代，其效果是恢复到正常塞曼效应，即谱线分裂成3条，相互之间间隔一个洛伦兹单位。这里磁场的“强”与“弱”是相对的，例如3T的磁场对于钠589.6nm和589.0nm的双重线是弱磁场，不会引起帕邢-巴克效应，但对于锂的670.785nm和670.800nm的双重线是强磁场，足够观察到帕邢-巴克效应。

## 参閱
- 明顯對稱性破缺

## 延伸阅读
- （英文）

## 譯註
- 塞曼在一些文獻中也譯作季曼、齊曼。
- 反常塞曼效應也譯作異常塞曼效應，复杂塞曼效应。